# Chikkayelachagere, Malavalli
Chikkayelachagere là một làng thuộc tehsil Malavalli, huyện Mandya, bang Karnataka, Ấn Độ.